# Бошко Чіркович
Бошко Чіркович (серб. Бошко Ћирковић; нар. 4 грудня 1976, Белград) — сербський репер, продюсер, журналіст. 

## Життєпис
У хіп-хоп прийшов в 1997 році, ставши учасником гурту «Ред Змаја», а через два роки з вісьмома друзями створив колектив «Београдски синдикат». Узяв участь у записі трьох альбомів групи як бітмейкер і автор текстів, також виспустіл чотири сольні альбоми і один альбом власної групи PKS (у якій виступає його дружина). У 2010 році сформував свою групу Ф4, повна назва якої — «фантастична четворка» (серб. Фантастична четвірка). До складу нового колективу увійшли DJ Iron, Жобла (кузен Шкабо, не є учасником «Београдського синдикату») і Марлон брутал.

## Дискографія

### Сольні альбоми
- Сам (2003)
- Ремек-дело (2008)
- Десет дина гласа на матрици (2009)
- Музика за демонстрације (2010)
- ЕП Вук (2011)